# デバゼピド
デバゼピド（英：Devazepide、L-364,718、MK-329）はベンゾジアゼピン系薬物であるが、GABAA受容体に対する親和性を欠き、代わりにCCKA受容体拮抗薬として作用するなど、多くのベンゾジアゼピン系薬物とは全く異なる作用を持つ。食欲を増進させ、胃排出を促進し、消化不良、胃不全麻痺、胃食道逆流症を含む様々な胃腸障害の治療薬としての可能性が示唆されている。また、CCKA受容体の科学的研究にも広く使われている。合成
デバゼピドは他のベンゾジアゼピンと同様の方法で合成される。

## 関連記事
- ベンゾジアゼピン
- コレシストキニン拮抗薬